# KR Reykjavík
KR Reykjavík (KR) ist ein isländischer Sportverein aus der Hauptstadt Reykjavík. Der offizielle Name lautet Knattspyrnufélag Reykjavíkur („Reykjavíker Fußballverein“). Trotz dieses Namens und seines Ursprungs als Fußballverein weist der Sportverein heute diverse Abteilungen auf, darunter für Basketball, Handball, Schwimmen, Taekwondo, Badminton, Ski, Tischtennis, Leichtathletik, den isländischen Ringsport Glíma und auch Schach. Im Fußball und Basketball der Männer ist der Klub isländischer Rekordmeister, auch die Frauenfußballabteilung war bereits mehrfach Landesmeister.

## Geschichte
Der Verein wurde am 16. Februar 1899 gegründet und ist damit der älteste Fußballverein in Island. Ihre erste von 27 isländischen Meisterschaften gewann der Verein 1912 und die letzte 2019. Daneben wurden 14 Pokalsiege und 8 Ligacupsiege in Island errungen.

## Erfolge

### Fußball
- Isländische Meisterschaft
  - Meister (27): 1912, 1919, 1926, 1927, 1928, 1929, 1931, 1932, 1934, 1941, 1948, 1949, 1950, 1952, 1955, 1959, 1961, 1963, 1965, 1968, 1999, 2000, 2002, 2003, 2011, 2013, 2019
- Isländischer Pokal
  - Sieger (14): 1960, 1961, 1962, 1963, 1964, 1966, 1967, 1994, 1995, 1999, 2008, 2011, 2012, 2014
- Isländischer Ligapokal
  - Sieger (8): 1998, 2001, 2005, 2010, 2012, 2016, 2017, 2019
- Atlantic Cup
  - Sieger (1): 2003

### Basketball

#### Männer
- Isländische Meisterschaften: 18 (1965, 1966, 1967, 1968, 1974, 1978, 1979, 1990, 2000, 2007, 2009, 2011, 2014, 2015, 2016, 2017, 2018, 2019)
- Pokalsiege: 14 (1966, 1967, 1970, 1971, 1972, 1973, 1974, 1977, 1979, 1984, 1991, 2011, 2016, 2017)

#### Frauen
- Isländische Meisterschaften: 14 (1961, 1977, 1979, 1980, 1981, 1982, 1983, 1985, 1986, 1987, 1999, 2001, 2002, 2010)
- Pokalsiege: 10 (1976, 1977, 1982, 1983, 1986, 1987, 1999, 2001, 2002, 2009)

### Handball

#### Männer
- Isländische Meisterschaften: 1 (1958)
- Pokalsiege: 1 (1982)

#### Frauen
- Isländische Meisterschaften: 2 (1955, 1959)
- Pokalsiege: 1 (1977)